# Steve Womack
Stephen Allen Womack (Russellville, Arkansas; 18 de febrero de 1957) es un político estadounidense que se desempeña como representante de los Estados Unidos por el 3.er distrito congresional de Arkansas desde 2011. Fue alcalde de Rogers antes de su elección al Congreso.

## Biografía

### Alcalde de Rogers
En 1998, fue elegido alcalde de Rogers y ocupó el cargo durante 12 años. Durante su mandato como alcalde, buscó tomar medidas enérgicas contra la inmigración ilegal asignando dos agentes del Servicio de Inmigración y Naturalización al Departamento de Policía de Rogers. Como resultado, el Fondo Educativo y de Defensa Legal México-Estadounidense presentó una demanda colectiva contra la policía de la ciudad, acusándola de discriminación racial.

### Cámara de Representantes de Estados Unidos
En 2010,  firmó un compromiso patrocinado por Americans for Prosperity prometiendo votar en contra de cualquier legislación sobre el calentamiento global que aumente los impuestos.
Era miembro del Comité de Asignaciones de la Cámara de Representantes cuando en 2014 los legisladores insertaron una prohibición en un proyecto de ley de asignaciones que impediría que el personal del USDA trabajara para terminar las regulaciones relacionadas con la industria cárnica.
En un episodio de 2015 de su programa Last Week Tonight with John Oliver, John Oliver criticó a Womack por bloquear la aplicación de las leyes propuestas por la Administración de Inspección de Granos, Empacadores y Corrales que fueron diseñadas para proteger a los criadores de pollos de ser amenazados o castigados por las empresas por las que ellos trabajarían si hablaran sobre sus experiencias agrícolas.
En 2015, condenó el fallo de la Corte Suprema en Obergefell vs. Hodges, que sostuvo que la prohibición del matrimonio entre personas del mismo sexo violaba la constitución.
En diciembre de 2017, votó a favor de la Ley de Empleos y Reducción de Impuestos de 2017.
El 19 de mayo de 2021, fue uno de los 35 republicanos que se unieron a los 217 demócratas presentes en la votación para aprobar la legislación para establecer la Comisión del 6 de enero, destinada a investigar el asalto al Capitolio.
El 30 de noviembre, votó a favor de la H. R. 550: Ley de Modernización de la Infraestructura de Inmunización de 2021. El proyecto de ley ayudaba a crear bases de datos confidenciales basadas en la población que mantienen un registro de las administraciones de vacunas.
Hasta octubre de 2021, había votado de acuerdo con la posición declarada de Joe Biden el 15 % de las veces.
En 2022, fue uno de los 39 republicanos que votaron a favor de la Ley de Modernización de la Tarifa de Presentación de Fusiones de 2022, un paquete antimonopolio que tomaría medidas enérgicas contra las corporaciones por comportamiento anticompetitivo.

### Vida personal
Asiste a Cross Church Pinnacle Hills, una Iglesia bautista del sur en Rogers, Arkansas. Él y su esposa, Terri, tienen tres hijos y tres nietos.